# Marian Bedrich
Marian Bedrich (* 19. prosince 1965) je bývalý český fotbalista. Po skončení aktivní kariéry působí jako trenér.

## Fotbalová kariéra
V české lize hrál za FC Svit Zlín. V české lize nastoupil v 8 utkáních. Hrál ze reprezentaci do 21 let. Ve druhé lize hrál za Opavu.

## Ligová bilance
| Ročník                          | Zápasy | Góly | Klub         |
| ------------------------------- | ------ | ---- | ------------ |
| 1. česká fotbalová liga 1993/94 | 8      | 0    | FC Svit Zlín |
| CELKEM                          | 8      | 0    |              |